# 扬·萨格
杰弗里·拉马尔·威廉斯（1991年8月16日—），美国男歌手、饶舌歌手、词曲作家和唱片制作人，艺名扬·萨格（英語：Young Thug），又意译称惡少。他因与Rich Homie Quan、未来小子、Birdman、Cash Out 、Shawty Lo和古驰·马恩等饶舌歌手合作而開始獲得关注，并以古怪的声线闻名。
2011年起，扬·萨格发布以《I Came from Nothing》为首的数张独立混音带。2013年初，扬·萨格与古驰·马恩的厂牌1017 Record签约，当年晚些时候，他发布了广受好评的厂牌下首张混音带《1017 Thug》。
扬·萨格在2014年凭借他的单曲《Stoner》和《Danny Glover》，以及在T.I.的《About the Money》、厂牌Cash Money Records旗下组合Rich Gang的《Lifestyle》等单曲中的献唱，获得主流认可。那一年，他还与其他艺人合作完成混音带《Rich Gang：Tha Tour Pt. 1.》，以及与Lyor Cohen的厂牌300 Entertainment签约。2015年，扬·萨格发布多张混音带，其中包括《Barter 6》和《Slime Season》系列中的两张，随后他于2016年发布了商业混音带《I'm Up》、《Slime Season 3》和《Jeffery》。2018年，扬·萨格发布了合辑《Slime Language》，他的个人厂牌YSL Records签约的众艺人在此献声。扬·萨格也因在流行歌手卡米拉·卡贝洛的热门单曲“Havana”中的客串献唱而广为人知，这首歌在商业上十分成功，在包括美国在内的多个国家排名第一，是扬·萨格的第一首冠军单曲。 
扬·萨格同唐纳德·格洛沃和卢德维格·约兰松（Ludwig Göransson）创作的单曲“This Is America”荣获第61届格莱美奖年度歌曲奖。

## 早年生活
傑佛瑞·拉馬爾·威廉斯出生於亞特蘭大，在家中十一個小孩排行第十，成長於瓊斯伯勒南部的公共住宅区。他的鄰居包含著名的說唱歌手Waka Flocka Flame、双链大师、卢达克里斯和他的朋友PeeWee Longway。揚·薩格在訪談中提到他在六年級時因打了老師的手而被學校開除，他被送進了少年監獄四年。

## 音乐生涯

### 2010年到2013年：早期音樂事業的起步
揚‧薩格於2010年開啟了他的音樂生涯，第一次演出是在饒舌歌手TruRoyal的歌曲《She Can Go》中的友情客串。揚‧薩格在2011和2012年釋出了他以《I Came from Nothing》為首的前三張混音帶之後，他開始受到亞特蘭大饒舌歌手古驰·马恩的注意。古馳‧馬恩並在2013年將揚‧薩格簽約至他自己的音樂廠牌1017 Brick Squad Records。揚‧薩格之後順勢推出了他的第四張混音帶《1017 Thug》。這張混音帶原始的風格受到了許多音樂批評家正向的評論。《1017 Thug》被列入了許多雜誌的2013年年度專輯中，像是Pitchfork網站的 年度專輯: Honorable Mention以及Complex的2013年度的前50大專輯。 FACT雜誌稱其為2013年的最佳專輯，滾石雜誌將其列為2013年度10佳專輯中的第5名且英國衛報將其列為2013年前5大專輯。揚‧薩格的歌曲“皮卡丘”（Picacho）被視為這張混音帶之中最突出的作品之一，雖然“皮卡丘”並未以一首單曲的形式被釋出，這首歌還是被列入了許多2013年的年度單曲之一，例如滾石雜誌及Pitchfork中的2013年年度100大單曲，以及Spin雜誌的2013年度50大單曲。
在2013年的6月, Complex將揚‧薩格列入值得注意的25個新人饒舌歌手。2013年10月, 扬·萨格 釋出了他的首支商業單曲“Stoner”。許多饒舌歌手為這首歌製作了非官方的重混版本，包括威廉、Jim Jones、賈達基斯、Iamsu!、Trick-Trick以及其他饒舌歌手。薩格對這些重混版本表示不同意，說道：「如果你們認為我這首歌不難freestyle...別以為我會為你們以你們的身分所做的這些開心。我已準備好開戰。」他的歌曲《Danny Glover》同樣有許多的重混版本，包含Waka Flocka Flame和Nicki Minaj都重混了這首歌。[30] 2013年10月, 揚‧薩格也在梅特罗·布明的專輯《19 & Boomin》中演出了一些歌曲，包含 “Some More”， 他第一首與Alex Tumay合作的歌曲, Alex Tumay也在之後成為了揚‧薩格的御用音樂工程師一直到揚‧薩格发布專輯《Slime Season 2》。 同年, 揚‧薩格在邁阿密的 Fool's Gold Day Off show 與 Danny Brown、Trick Daddy 以及崔維斯·史考特演出。Pitchfork將《1017 Thug》列為2010年代前半段最佳專輯的第96名。

### 2014年：人氣上升和音樂廠牌問題
2014年1月18日，揚‧薩格透露，他已和未来小子的唱片公司Freebandz簽約，獲得了850萬美元。2014年3月，揚‧薩格與唱片公司Cash Money Records及其首席執行官（CEO）Birdman的密切互動引發媒體的猜測，認為揚‧薩格即將與該廠牌簽約。然而，該廠牌的公關人員後來表示這不是真的。2014年3月28日，1017 Records的總監澄清了這一情況，表示揚‧薩格與Birdman的Rich Gang簽訂了管理協議，不是唱片合約，並且仍然與1017 Records維持合約。揚‧薩格與坎耶·韦斯特錄製了幾首歌曲，坎耶·韦斯特稱讚他製作歌曲的速度飛快。揚‧薩格宣布他有張即將發行的與Rich Homie Quan、Chief Keef和Bloody Jay合作的混音帶。 2014年3月24日，揚‧薩格確定了他的首張專輯會叫做《Carter 6》，其名源自於美國嘻哈巨星李尔·韦恩備受好評的專輯系列《Tha Carter》，而李尔·韦恩则是在揚‧薩格音樂事業中影響最大的人物。兩天後，根據透露，扬·萨格正與美國唱片製作人梅特罗·布明製作合作專輯，名為《Metro Thuggin》，其將於2014年春季發布。該專輯的第一首歌名為"The BLanguage"，采样了加拿大饶舌歌手德雷克的歌曲"The Language"。2014年4月，揚‧薩格發布了一首和808 Mafia製作的歌曲"Eww"，該歌被嘻哈雜誌《XXL》評為本週五首最佳歌曲之一。這首歌的混音版本原本應該出現在揚‧薩格的首張專輯中，其中包括李尔·韦恩和德雷克的部分，但最终没有出现。2014年6月17日，Kevin Liles確認揚‧薩格已正式簽約他和Lyor Cohen的音樂廠牌300 Entertainment。2014年7月1日，Asylum and Atlantic Records正式發行了揚‧薩格在2013年的粉絲最愛歌曲"Danny Glover"，並重新命名為"2 Bitches"。同樣在7月1日，Mass Appeal Records發行了"Old English"，這次作為合輯《Mass Appeal Vol. 1》中的第一首單曲，揚‧薩格與饶舌歌手ASAP Ferg和Freddie Gibbs一同献声。2014年10月16日，Cash Money Records發行了名為《Take Kare》的合辑，由揚‧薩格和李尔·韦恩献声。2014年12月4日的滾石雜誌將揚‧薩格稱為"最令人興奮的嘻哈新聲"和"嘻哈新王者"。在該年底，音樂評論家羅伯特·克里斯特高將《Black Portland》（揚‧薩格和Bloody Jay的混音帶）評為2014年最佳專輯第四名。

### 2015年到2016年：《Barter 6》和《Slime Season》系列發行
2015年，一系列的資料外流事件導致扬·萨格檔案中數百首未發布的曲目被傳到了網路上。扬·萨格原先計劃首張專輯將於2015年發行，並稱為《Carter 6》，以表達對李尔·韦恩即將發行的專輯《Tha Carter V》的致敬。然而，李尔·韦恩對這一致敬感到不滿，並在2015年4月的一場表演上要觀眾別再聽扬·萨格的音樂。扬·萨格在聲稱自己受到訴訟威脅後，將名稱改成了《Barter 6》，並澄清說這將是一個混音帶，而不是他的首張專輯。 
扬·萨格於2015年4月18日宣布，他的首張官方專輯將命名為《Hy！£UN35》，為《HiTunes》的寫法變體。 2015年5月，在與眾多音樂廠牌如古驰·马恩的1017 Records，未来小子的Freebandz，Lyor Cohen的300 Entertainment和Birdman的 Rich Gang合作之後，他開始對合約及管理人的關係感到困惑，扬·萨格透露他開始自行管理，且和大西洋唱片公司簽下了一份特別合約。他還透露，在專輯正式發行前，他將先釋出一張混音帶。
為了避免洩露的曲目進一步擴散，扬·萨格發布了混音帶《Slime Season》和《Slime Season 2》。扬·萨格在2015年6月下旬透露，他和坎耶·韦斯特一起討論了合作專輯的前景，兩人在春季會議後達成共識。儘管細節很少，但是扬·萨格說坎耶·韦斯特在預覽过他未發行的音樂後产生了深刻的印象。扬·萨格出現在坎耶·韦斯特於2016年的專輯《The Life of Pablo》，坎耶·韦斯特在推特上表示，他將和扬·萨格有進一步的合作。2015年7月，300 Entertainment發布了單曲"Pacifier"，以支持扬·萨格的首張專輯。這首歌特別和Mike Will Made-It合作，並且因為它的實驗音色而受到評論家的注意。 2016年2月4日，扬·萨格發布了名為《I'm Up》的混音帶。2016年3月26日，他發布了Slime Season系列作品的最後一部《Slime Season 3》，並宣稱此混音帶是先前洩漏曲目的終點。
扬·萨格在2016年5月開始了Hi-Tunes的美國巡迴演出，特別邀請了艺人Dae Dae、TM88、Rich The Kid。2016年初，扬·萨格發布了一首與墨西哥裔美國饶舌歌手Kap G合作的歌曲。

### 2016年至今：《Jeffery》專輯，更多合作和更多音樂
扬·萨格在Calvin Klein2016年的秋季時裝秀中作為特別來賓。 2016年7月9日，他宣布他的同名混音帶《Jeffery》即釋出。2016年8月16日，扬·萨格宣布他將在《Jeffery》發布的那一周將他的名字更改為Jeffery。這張專輯的封面是扬·萨格穿著由意大利設計師Alessandro Trincone設計的雙性別禮服，並由Garfield Lamond拍攝。這張照片在社交媒體上引起了廣泛的迴響。
2016年11月，扬·萨格宣布他正在創辦自己的唱片公司：YSL Records。扬·萨格在德雷克的《More Life》專輯中為"Sacrifices"和"Ice Melts"兩首歌献声。
2017年3月，由扬·萨格和爱莉安娜·格兰德、法瑞尔·威廉姆斯共同客串献唱的卡尔文·哈里斯的歌曲"Heatstroke"發布。2017年5月，他與贾斯汀·比伯和Rich the Kid一同客串献唱了Diplo的歌曲"Bankroll"。
2017年4月，扬·萨格發布了商業混音帶《Beautiful Thugger Girls》，最初名為E.B.B.T.G. ，該項目由德雷克執行製作，於2017年6月16日發布。
2017年8月，扬·萨格在卡米拉·卡贝洛的單曲"Havana"中客串献唱，该曲在Billboard百强单曲榜上排名第一，成為他的第一首冠军单曲。
2017年9月，扬·萨格與DJ Carnage合作發行了一張名為《Young Martha》的迷你專輯。2017年10月，他發布了與未来小子的協作混音帶《Super Slimey》，包含了單人曲目以及兩人一起錄製的曲目，並有饶舌歌手Offset的特別客串。
在2018年，單曲"Ride for Me"由扬·萨格、A-Trak、Falcons和24hrs合力製作，並透過A-Trak的唱片公司Fool's Gold發行。扬·萨格於2018年4月發布了迷你專輯《Hear No Evil》。扬·萨格共同編寫了Childish Gambino的"This Is America"並提供背景人聲，該首歌在2018年5月19日的Billboard百强单曲榜上首次亮相。2018年8月，他發行了另一張專輯《Slime Language》。
2019年5月，扬·萨格發布了與J·科尔和特拉维斯·斯科特合作的歌曲"The London"，並且宣布他即將推出的新企劃《Gold Mouf Dog》。
2019年7月，扬·萨格發布了與波斯特·馬龍合作的歌曲"Goodbyes"

## 艺术性

### 音樂風格
扬·萨格因其古怪而獨特的聲線而受到讚揚和批評，這種風格被描述為背離了傳統的抒情說唱。根據The Fader的說法，「在一段典型的扬·萨格歌詞中，他辱罵、吶喊、嗚咽和歌唱，狂熱地將他的聲音扭曲成一系列奇怪的音色，就像一首精美演奏但破碎的管樂器」。Pitchfork稱他的風格為「標誌性」、「怪誕且具有實驗性質的說唱手法」、「具有潛在的巨星特質」。Billboard寫道：「扬·萨格用多樣化的聲線作為他的優勢。其他說唱歌手可能會經常重複一段詞，但他找到了一種新的方式來扭曲他的語氣」。XXL雜誌稱他為「說唱怪人」，稱「扬·萨格的魅力，瘋狂的字句使他的音樂引人入勝」。評論家Sheldon Pearce寫道：「扬·萨格比任何人都更了解現代流行歌曲的構造：任何東西都可以是副歌」。
扬·萨格因其快速的工作方式而備受矚目，幾位合作者發現他能夠在錄音室現場演出即興說唱，或迅速構思歌詞。他不是在紙上直接寫歌詞，而是通過繪製形狀和符號來表達。Consequence of Sound雜誌表示「他的作品根植於即興創作，代表了黑人音樂中的重要部分」。扬·萨格在討論他的作品時，聲稱他有能力在10分鐘內寫出一首熱門歌曲，並說：「我在工作室這麼久了，我只是思考和嘗試。我真的不知道如何唱歌，但我已經嘗試了多年」。扬·萨格將美國說唱歌手李尔·韦恩視為他最大的偶像和最具影響力的人物。他在接受Complex雜誌採訪時說：「我比世界上任何人都還要想和李尔·韦恩一起進入工作室」。他也將導師古驰·马恩和坎耶·韦斯特作為啟發。

### 形象與時尚
Vibe Magazine雜誌稱扬·萨格是「嘻哈界中最難以預測，最有魅力，最古怪的人物之一」。他的衣櫥被描述為非常古怪的，因為女裝佔了大部分。自12歲起，他就很願意穿上女裝。The Seattle Times寫道：「他的時尚感與說唱一樣不同於尋常，經常可以在扬·萨格的Instagram帳戶上看到搖滾畫指甲、緊身牛仔褲或用兒童大小的洋裝作為襯衫，以及他的習慣將親密的男性朋友稱為『老公』或『愛人』，以上種種導致了關於他的性取向的謠言」。
在Calvin Klein的一則廣告中，扬·萨格宣稱「在我的世界裡，你可以成為一個穿著洋裝的幫派份子，或者你可以成為一個穿著垮褲的兄弟」。 他被比作大衛·鮑伊、王子和小理查德。GQ雜誌稱他「立刻成為英雄、社會邊緣人、以及說唱嬉皮的迷幻時尚運動領導者」。
2018年2月，扬·萨格將自己改名為"SEX"。

## 个人生活
扬·萨格與四個女人有六個孩子（三個兒子和三個女兒）。第一個孩子出生時，扬·萨格17歲（一说14歲）。2015年4月，他與Jerrika Karlae訂婚，後者經營著泳裝系列，其母親負責管理Young Dolph。扬·萨格在他的混音帶《Jeffery》發布後，於2016年9月買下了他的第一個家。該住宅位於亞特蘭大的巴克黑德（Buckhead），佔地11,000多平方英尺，擁有6間臥室、11間浴室、一間酒吧、一間劇院、一個四車位車庫。

### 法律問題
自從他的職業生涯開始以來，扬·萨格在法律上遇到過許多事件。 2015年4月，在李尔·韦恩的巴士被血幫成員開槍後，扬·萨格是被捲入訴訟的人之一。該名巴士司機決定起訴Cash Money Records、Young Money Records、Birdman和扬·萨格。2017年1月，扬·萨格遭逢訴訟，因為他在簽署了55,000美元的合同後，沒有出現在Sahlen's Stadium體育館的一場音樂會上。這並不是第一次針對他沒有出席音樂會而提起的訴訟。事實上，在2016年4月時就有一家位於德克薩斯州的製作公司因為他沒有參加音樂會而提起訴訟。
在2017年4月時，根據報導，扬·萨格被指控在一家夜總會外面殴打了一名女子，由於缺乏證據，後來指控被撤銷。據說他襲擊了這名女子時，這名女子正與的扬·萨格未婚妻Jerrika Karlae爭吵。
在2017年4月，扬·萨格位於喬治亞州的家遭到突襲檢查，導致他被控持有古柯鹼、大麻重罪和3項持有槍枝重罪。扬·萨格的律師辯稱，警方在沒有搜索令的情況下進行搜查，導致檢察官放棄除了持有大麻重罪之外的所有指控。據報導，2017年4月，扬·萨格被Heritage Select Homes起訴，因為他積欠了近220萬美元的房屋款項。
2017年9月24日，扬·萨格在喬治亞州的布鲁克黑文（Brookhaven）被捕，因其涉嫌多次持有毒品及槍支，於2017年9月27日獲保釋。在2018年9月7日，扬·萨格被指控意圖散佈甲基安非他命、氫可酮和大麻。他還被指控持有安非他命、阿普唑侖、可待因（2項罪名）和槍支
2022年5月,揚·薩格與甘納和YSL Records廠牌旗下28位相關成員違反《敲詐影響與腐敗組織法》(Racketeer Influenced and Corrupt Organizations Act,簡稱RICO法案),2022 年 5 月 11 日,甘納自首並被指控違反 RICO 法案

### 慈善事業
2016年12月，扬·萨格參加了#fightpovertyagain活動。 2017年6月29日，扬·萨格將一場售罄的音樂會的所有收益捐贈給了美国计划生育联合会。

## 唱片
商業混音帶
- 《Barter 6》(2015年)
- 《I'm Up》(2016年)
- 《Slime Season 3》(2016年)
- 《Jeffery》(2016年)
- 《Beautiful Thugger Girls》(2017年)
- 《Super Slimey》(与未來小子) (2017年)

## 获奖和提名
| 年份 | 大奖                                        | 奖项                                                       | 获提名作品/人                                  | 结果 |
| ---- | ------------------------------------------- | ---------------------------------------------------------- | ---------------------------------------------- | ---- |
| 2014 | 黑人娱乐电视嘻哈音乐奖 (BET Hip Hop Awards) | 制“躁”者 (Who Blew Up)                                     | 本人                                           | 提名 |
| 2014 | 黑人娱乐电视嘻哈音乐奖 (BET Hip Hop Awards) | 最佳嘻哈风格 (Made-You-Look Award (Best Hip-Hop Style))    | 本人                                           | 提名 |
| 2014 | 黑人娱乐电视嘻哈音乐奖 (BET Hip Hop Awards) | 最佳俱乐部嗨曲 (Best Club Banger)                          | 单曲"Stoner"                                   | 提名 |
| 2015 | 黑人娱乐电视大奖 (BET Awards)               | 可口可乐观众选择奖 (Coca-Cola Viewers' Choice Award)       | 单曲"Throw Sum Mo" (与Rae Sremmurd和妮琪·米娜) | 提名 |
| 2017 | MTV音乐录影带大奖                           | 最佳剪辑 (Best Editing)                                    | 单曲"Wyclef Jean"                              | 獲獎 |
| 2017 | 英国音乐录影带大奖 (UK Music Video Awards)  | 年度音乐视频 (Video of the Year)                           | 单曲"Wyclef Jean"                              | 獲獎 |
| 2017 | 英国音乐录影带大奖 (UK Music Video Awards)  | 最佳城市音乐视频 (Best Urban Video)                        | 单曲"Wyclef Jean"                              | 獲獎 |
| 2017 | 英国音乐录影带大奖 (UK Music Video Awards)  | 最佳音乐视频剪辑 (Best Editing in a Video)                 | 单曲"Wyclef Jean"                              | 獲獎 |
| 2017 | 英国音乐录影带大奖 (UK Music Video Awards)  | Vevo必看音乐视频奖 (Vevo Must See Award)                   | 单曲"Wyclef Jean"                              | 提名 |
| 2017 | 英国音乐录影带大奖 (UK Music Video Awards)  | 最佳音乐视频创作设计奖 (Best Production Design in a Video) | 单曲"Homie"                                    | 提名 |
| 2018 | MTV音乐录影带大奖                           | 年度音乐视频 (Video of the Year)                           | 单曲"Havana" (与卡米拉·卡贝洛)                 | 獲獎 |
| 2018 | MTV音乐录影带大奖                           | 年度歌曲 (Song of the Year)                                | 单曲"Havana" (与卡米拉·卡贝洛)                 | 提名 |
| 2018 | MTV音乐录影带大奖                           | 最佳流行音乐视频 (Best Pop Video)                          | 单曲"Havana" (与卡米拉·卡贝洛)                 | 提名 |
| 2018 | MTV音乐录影带大奖                           | 最佳编舞 (Best Choreography)                               | 单曲"Havana" (与卡米拉·卡贝洛)                 | 提名 |
| 2018 | 全美音乐奖 (American Music Awards)          | 年度合作作品 (Collaboration of the Year)                   | 单曲"Havana" (与卡米拉·卡贝洛)                 | 獲獎 |
| 2018 | 全美音乐奖 (American Music Awards)          | 年度音乐视频 (Video of the Year)                           | 单曲"Havana" (与卡米拉·卡贝洛)                 | 獲獎 |
| 2018 | 全美音乐奖 (American Music Awards)          | 最受欢迎流行/摇滚歌曲 (Favorite Pop/Rock Song)             | 单曲"Havana" (与卡米拉·卡贝洛)                 | 獲獎 |
| 2019 | 格莱美奖                                    | 年度歌曲 (Song of the Year)                                | 单曲"This Is America"                          | 獲獎 |
| 2019 | 格莱美奖                                    | 年度唱片 (Record of the Year)                              | 单曲"This Is America"                          | 獲獎 |